# Svenska Pingisakademin

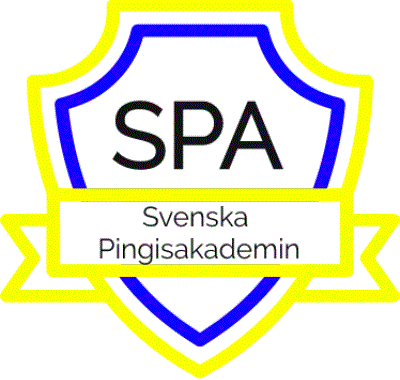
Svenska Pingisakademin.

Svenska Pingisakademin (SPA) är en svensk ideell förening. Föreningen startades 1979 av bland andra Nils-Erik Sandberg och Uno Hedin.
Svenska Pingisakademin stöttar svensk ungdomspingis genom stipendium. Föreningen delar även årligen ut vandrings- och hederspriset Stellans & Ann-Christins Hederspris. Det priset delas ut för Årets Prestation inom svensk pingis.  Under 2021 lanserades Svensk Pingis Hall of Fame- by Svenska Pingisakademin och 49 st pingisprofiler valdes in i class of 2021. Ytterligare 27 st profiler valdes in i class of 2022-Spring, 14 st i class of 2022-Autumn, 4 st i class of 2023-Spring, 2 st i class of 2023-Autumn, 2 st i class of 2024 samt 1 st. i class of 2025. Aktuella för inval är spelare och andra personer som gjort extraordinära insatser för svensk pingis.
Bland andra spelare som Jan-Ove Waldner, Marie Svensson, och Jörgen Persson, samt Åsa Carlsson, Matilda Ekholm och Mattias Falck har fått stöd av föreningen.

## Ordföranden genom åren
- 1979–1994 Uno Hedin
- 1995–2016 Lars Afrell
- 2016–2018 Walter Rönmark
- 2020–2024 Anders Nygren Långström
- 2024– Andreas Johansson

## Pressekreterare genom åren
- 2024- Anders Nygren Långström

## Hedersordföranden, Hedersledamöter och Senior advisors genom åren
- 2021 Uno Hedin (Hedersordförande)
- 2021 Nils-Erik Sandberg (Hedersordförande)
- 2021 Erik Sture Rohlin (Hedersledamot)
- 2021 Gunn-Britt Rohlin (Hedersledamot)
- 2024 Lars Afrell (Hedersordförande)
- 2024- Anders Nygren Långström (Senior advisor)

## Stellans & Ann-Christins Hederspris för Årets Prestation inom svensk pingis
- 2020/21 Anton Källberg
- 2021/22 Truls Möregårdh
- 2022/23 Mattias Falck/Kristian Karlsson
- 2023/24 Mattias Falck, Kristian Karlsson, Anton Källberg, Truls Möregårdh, Jon Persson

## Invalda i Svensk Pingis Hall of Fame-by Svenska Pingisakademin
Class of 2021
Josefin Abrahamsson,
Göran Allvin,
Hans Alsér,
Lena Andersson,
Lars-Ove Andersson,
Magnus Andrée,
Mikael Appelgren,
Stellan Bengtsson,
Ulf Bengtsson,
Åke Berg,
Ernst Bolldén,
Ulf Carlsson,
Åsa Carlsson,
Alex Ehrlich,
Erik Extergren,
Tage Flisberg,
Roger Gottfridsson,
Bengt Grive,
Sven-Olof Hammarlund,
Uno Hedin,
Ann-Christin Hellman,
Fredrik Håkansson,
Christer Johansson,
Kjell Johansson,
Peter Karlsson,
Tony Larsson,
Bengt Levin,
Erik Lindh,
Ulf Lönnqvist,
Gösta Lööf,
Björne Mellström,
Marita Neidert,
Gert Nilsson,
Ichiro Ogimura,
Bo Persson,
Jörgen Persson,
Birgitta Rådberg,
Nils-Erik Sandberg,
Thomas Stenberg,
Gert Strid,
Marie Svensson,
Ulf Thorsell,
Anders Thunström,
Jan-Ove Waldner,
Fredrik Wessberg,
Örjan Westberg,
Hans Westling,
Ingemar Wikström,
Barbro Wiktorsson
Class of 2022-Spring
Pernilla Andersson,
Robert Bader,
Nils Bergström,
Tomas Berner,
Carl-Johan Bernhardt,
Allan Dahlgren,
Allan Eriksson,
Johnny Eriksson,
Jens Fellke,
Ralph Fischer,
Marie Hegenius,
Anders Johansson,
Gustaf Johnsson,
Börje Karlsson,
Valter Kolmodin,
Birgitta Tegner-Larsson,
Carl Linde,
Gunilla Lindström,
Hille Nilsson,
Gunnar Ollén,
Karl-Albert Rabén,
Åke Robertsson,
Marléen Rosenmeier,
Peter Sartz,
Peter Sterneborg,
Petra Sörling,
Thomas von Scheele
Class of 2022-Autumn
Sören Ahlén,
Thomas Andersson,
Rebecca Bergfeldt,
Ingrid Bogren,
Åke Eldh,
Li Fen,
Eva Fredenlund,
Joel Haskel,
Per Hällström,
Anders Johansson ll,
Mattias Karlsson,
Jens Lundqvist
Mattias Syrén,
Kjell-Åke Waldner
Class of 2023-Spring
Arne Andersson,
Matilda Ekholm,
Simon Itkonen,
Britt Karlsson
Class of 2023-Autumn
Pär Gerell,
Christian Heyerdahl,
Class of 2024
Curt Holmqvist, 
Lars Holmqvist
Class of 2025
Lars Elwin

## Stipendiater sedan nystarten 2020
2021
Matilda Hansson,
Anja Händén,
Linnea Johansson, 
Rebecca Tveit Muskantor,
Nomin Baasan, 
Leah Tveit Muskantor, 
Alice Nilsson, 
Nina Johansson,
Agnes Svensson, 
Isak Alfredsson, 
Anton Grankvist, 
David Björkryd, 
Elias Sundin, 
Elias Sjögren,
Peter Alestedt, 
William Bergenblock, 
Bharath Chandra Madhu
2022
Gabriela Aaltonen,
Frida Zetterström,
Angelina Bebawy, 
Laurynne Cabardo, 
Tilda Edvardsson, 
Siri Benjegård, 
Sara Haglund, 
Styrbjörn Ekengren, 
Elias Sjögren, 
Bharath Chandra Madhu, 
Melker Sjösvärd, 
Emil Ellermann,
Joel Isaksson
2023
Agnes Svensson,
Clara Ellermann,
Betty Engström, 
Gabriela Aaltonen, 
Angelina Bebawy, 
Laurynne Cabardo, 
Siri Benjegård, 
Isak Nyholm, 
Olle Ståhl, 
Sigge Hedblad, 
Mark Usov, 
Adam Grawsiö Wallin,
Emil Ellermann,
Joel Isaksson
2024
Gabriela Aaltonen, 
Angelina Bebawy, 
Laurynne Cabardo, 
Siri Benjegård, 
Sigge Hedblad, 
Emil Gjörling, 
Mark Usov, 
Adam Grawsiö Wallin,
Emil Ellermann,
2025
Angelina Bebawy, 
Laurynne Cabardo, 
Siri Benjegård, 
Nike Lundqvist, 
Mark Usov, 
Adam Grawsiö Wallin,
Albin Ingeström, 
Emil Ellermann,